# Dhoti

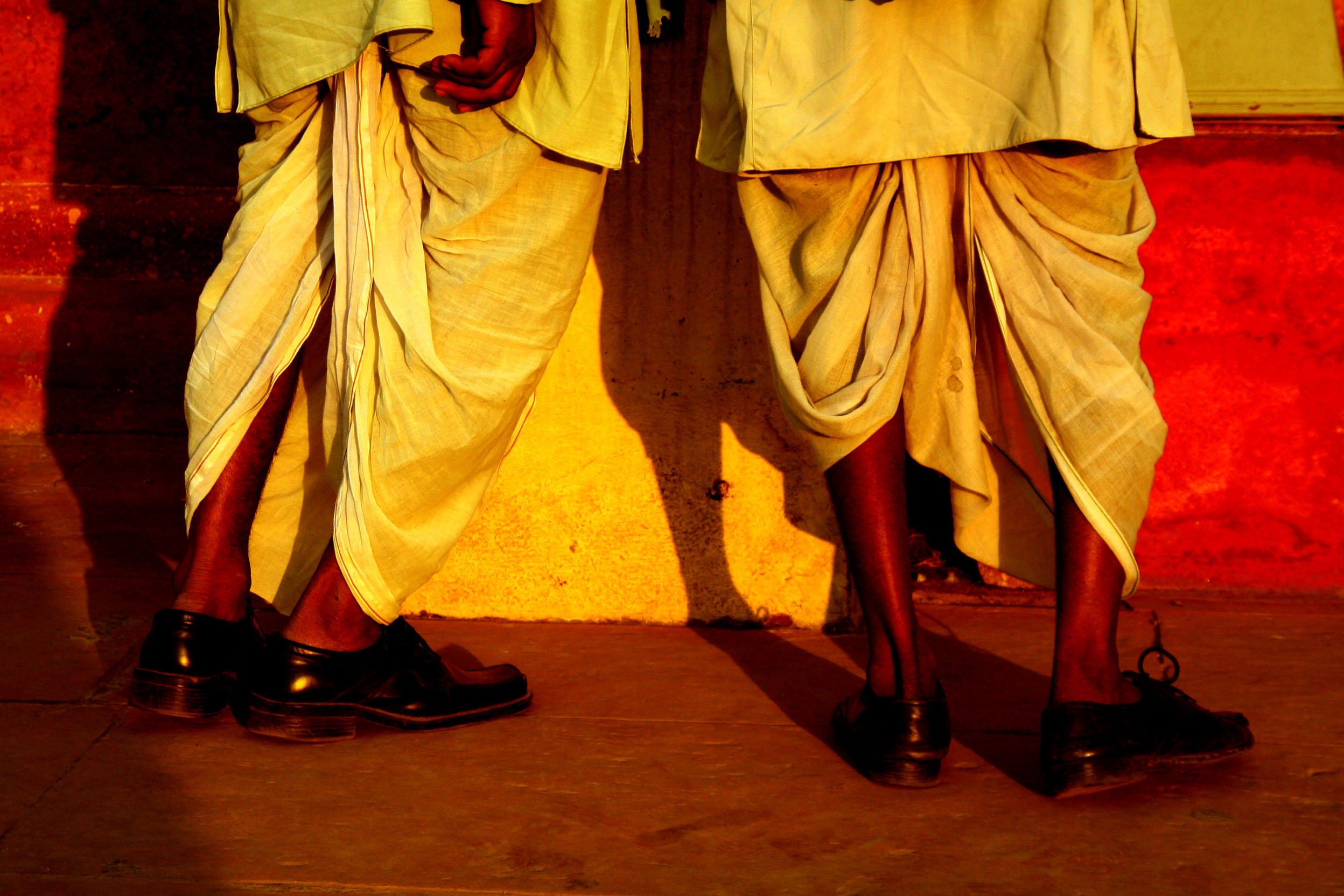
Due uomini in India indossano il dhoti.

Il dhoti o doti in Hindi, chiamato suriya in assamese, pancha in telugu, Laacha in punjabi, mundu in malayalam, dhuti in Bangladesh, veshti in Tamil, dhotar in marathi e panche in Kannada, è un tradizionale indumento indossato dagli uomini in India. Si tratta di un pezzo di stoffa rettangolare che viene legata intorno alla vita e scende fino ai piedi, come fosse un pareo.
Nella parte settentrionale dell'India, l'indumento viene spesso indossato con il kurta. Questa associazione di indumenti viene comunemente chiamata dhoti kurta o dhuti panjabi nelle zone orientali. Nel sud dell'India invece viene abbinato al angavastram, un altro capo che viene indossato sulle spalle, o con il chokka o il jubba, altri capi locali simili al kurta.
Il lungi (pronuncia 'lunghi') è un indumento simile al dhoti, indossato nello stesso modo, ma soltanto in occasioni non formali. Il lungi non è lungo come il dhoti, ed è realizzato in materiale più leggero per poter essere utilizzato in temperature particolarmente calde.